# Austromyrtus mendute
Austromyrtus mendute är en myrtenväxtart som först beskrevs av André Guillaumin, och fick sitt nu gällande namn av Karl Ewald Maximilian Burret. Austromyrtus mendute ingår i släktet Austromyrtus och familjen myrtenväxter.
Artens utbredningsområde är Nya Kaledonien. Inga underarter finns listade i Catalogue of Life.